# Johann Georg Greiff
Johann Georg Greiff (* um 1693 in Hörmannsberg (heute zu Ried, Landkreis Aichach-Friedberg); † 28. September 1753 in München), auch Johann Georg Greif, war ein deutscher Bildhauer des Barock.

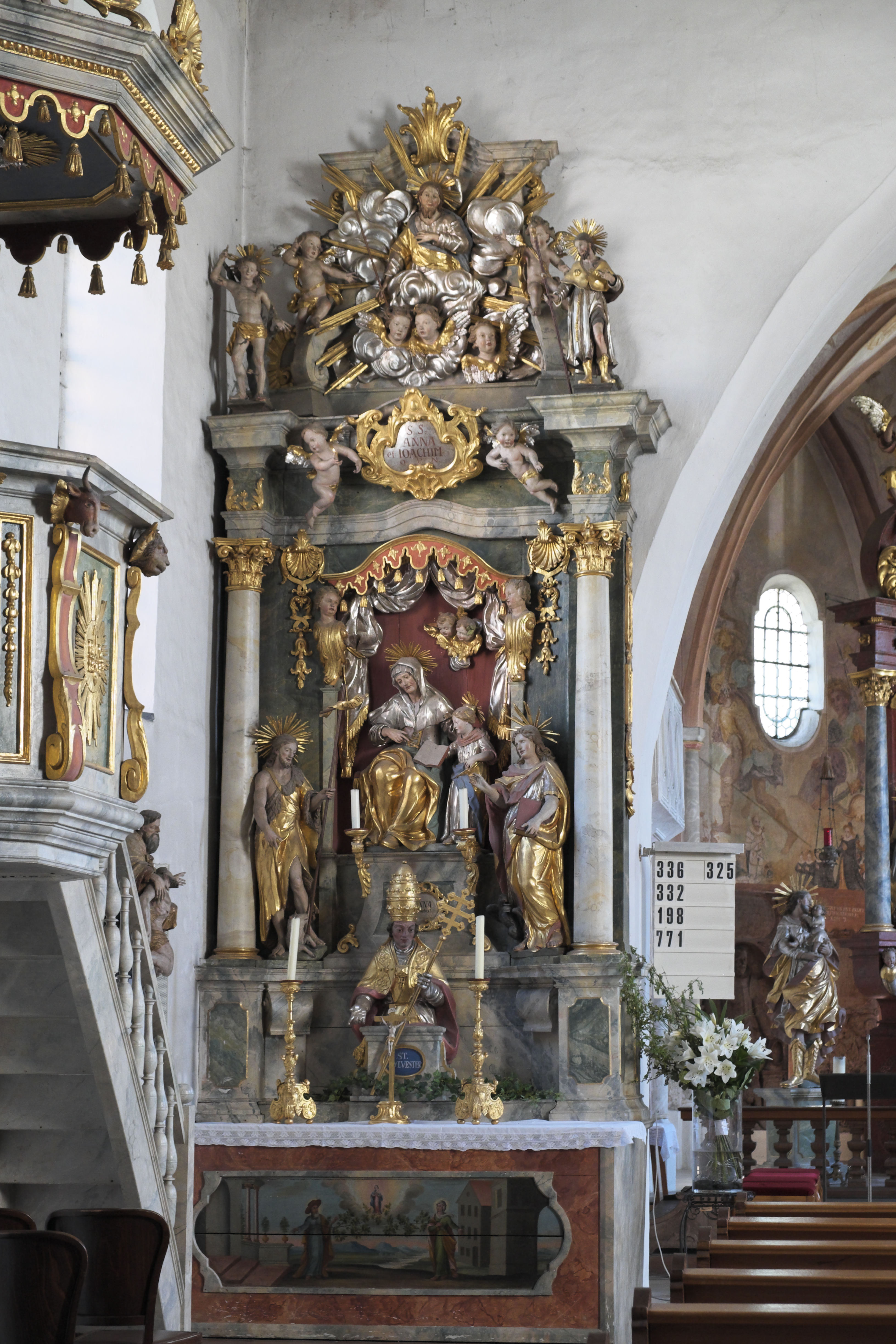
Linker Seitenaltar der Gautinger Frauenkirche, 1743

Greif trat um 1708 in die Werkstatt von Andreas Faistenberger als Schüler ein. 1718 erlangte er das Bürgerrecht in München und wurde in die Zunft aufgenommen. Zu den wichtigsten Werken des Bildhauers, der sich einer ab 1725 zu verzeichnenden Hinwendung zum Rokoko entzog, gehören neben zahlreichen Altären die Skulpturen in der Bürgersaalkirche und der Heiliggeistkirche in München.

## Werke

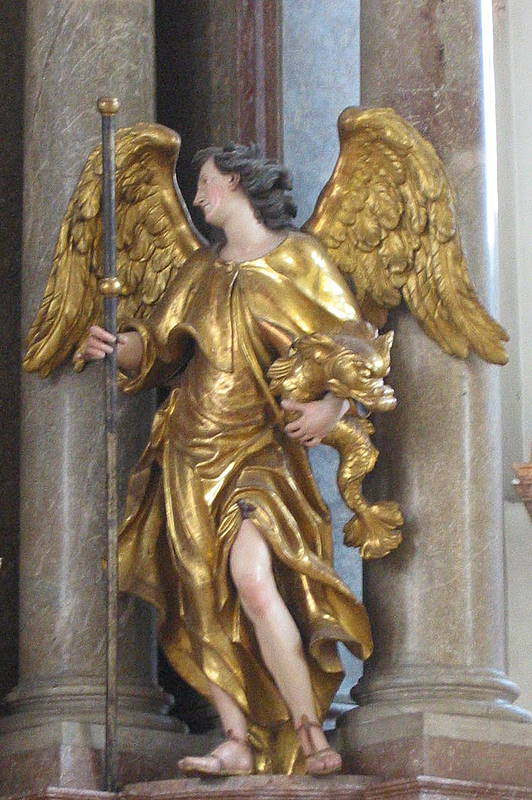
Engel am Hochaltar der Heilig-Geist-Kirche in München

- 1730: Engel am Hochaltar der Heiliggeistkirche in München
- 1737: Gehäuse der Orgel der ehemaligen Zisterzienser-Klosterkirche St. Mariä Himmelfahrt in Fürstenfeldbruck
- 1743: Linker Seitenaltar der Frauenkirche in Gauting[1]

- Hölzerne Passionsbilder in der Bürgersaalkirche in München
- Chorgestühl der Pfarrkirche St. Peter in München
- Altarfiguren der katholischen Filialkirche St. Martin in Unering